# Tráfico de fauna (videojuego)
Tráfico de Fauna es un videojuego educativo de Argentina, lanzado y o diseñado por Conectar Igualdad en colaboración con Pakapaka, el juego fue lanzado para Netbook de la Presidencia de la Nación.

## Uso del juego
El juego consiste en liberar a todos los monos capturados por los cazadores dispersos en la selva misionera, en total 21. El jugador/personaje es un mono color canela que se escapó de los cazadores. Los monos están dispersos en 6 áreas vigiladas por cazadores. Cada mono está encerrado en una jaula de color amarillo, verde o rojo que se abre con las llaves correspondientes. Gana cuando liberes todos los monos.

## Trivia
- El jugador principal está basado en la especie del Mono Capuchino.
- El juego estaba instalado por defecto en las computadoras del plan Conectar Igualdad.